# Taison
Taison Barcellos Freda, genannt Taison (* 13. Januar 1988 in Pelotas) ist ein brasilianischer Fußballspieler. Der Offensive Mittelfeld- bzw. Flügelspieler spielt für den griechischen Verein PAOK Thessaloniki.

## Karriere

### Verein
Schachtar kaufte Taison im Januar 2013 für 20 Millionen US-Dollar vom ukrainischen Verein Metalist Charkiw. In der Saison 2010/11 erreichte er in der UEFA Europa League das Achtelfinale, scheiterte dort aber mit zwei Niederlagen an Bayer 04 Leverkusen. In der Saison 2011/12 scheiterte er erst im Viertelfinale an Sporting Lissabon.
Im April 2021 wechselte Taison nach insgesamt 8 Jahren und 299 wettbewerbsübergreifenden Einsätzen für Donezk ablösefrei zurück zu seinem Jugendverein Internacional Porto Alegre.

### Nationalmannschaft
Am 27. September 2016 wurde die Berufung von Taison in den Kader für die Qualifikationsspiele zur Fußball-Weltmeisterschaft 2018 im Oktober 2016 bekannt. Für Brasilien lief er in insgesamt acht Spielen auf und konnte dabei in einem Freundschaftsspiel gegen Australien sein einziges Tor für die Nationalmannschaft erzielen. Taison war Mitglied des Kaders für die Weltmeisterschaft 2018, wo er allerdings zu keinem Einsatz kam.

## Erfolge
Internacional
- Copa do Brasil Zweiter: 2009

Schachtar Donezk
- Ukrainischer Meister: 2012/13, 2013/14, 2016/17, 2017/18, 2018/19, 2019/20
- Ukrainischer Pokalsieger: 2012/13, 2015/16, 2016/17, 2017/18, 2018/19
- Ukrainischer Supercup: 2013, 2014, 2015, 2017

## Auszeichnungen
Internacional
- Copa do Brasil Torschützenkönig: 2009 (7 Tore)